# إريك تسانغ
إريك تسانغ (بالصينية: 曾志偉) هو مقدم تلفزيوني ومنتج أفلام ورئيس تشريفات ومخرج وممثل صيني، ولد في 14 أبريل 1953 بهونغ كونغ في الصين. من الجوائز التي نالها Medal of Honour (Hong Kong) ‏.

## أعمال

### أفلام
- (1994) السيد السكران 2
- (2002) شؤون جهنمية
- (2008) شاولين كرة السلة
- (2017) اليوغا كونغ فو

## جوائز
- Medal of Honour (Hong Kong) [الإنجليزية]‏

## وصلات خارجية
- إريك تسانغ على موقع IMDb (الإنجليزية)
- إريك تسانغ على موقع ألو سيني (الفرنسية)
- إريك تسانغ على موقع ميوزك برينز (الإنجليزية)
- إريك تسانغ على موقع أول موفي (الإنجليزية)
- إريك تسانغ على موقع قاعدة بيانات الأفلام السويدية (السويدية)
- إريك تسانغ على موقع ديسكوغز (الإنجليزية)
- إريك تسانغ على موقع قاعدة بيانات الفيلم (الإنجليزية)
- إريك تسانغ على موقع كينوبويسك (الروسية)